# هوک (فیلم)
هوک (به انگلیسی: Hook) فیلمی در ژانر ماجراجویی فانتزی آمریکایی به کارگردانی استیون اسپیلبرگ و بر اساس داستان پیتر پن (اثر جیمز بری) است. داستین هافمن، رابین ویلیامز، جولیا رابرتس، باب هاسکینز، مگی اسمیت و چارلی کورسمو در این فیلم ایفای نقش کرده‌اند.